# Dedo Weigert
Dedo Weigert (* 1938 in Breslau) ist ein deutscher Kameramann, Filmproduzent und Unternehmer. Er ist der Entwickler des Dedolight-Beleuchtungssystems.
Weigert wurde als Sohn des Universitätsprofessors für Kunstgeschichte Hans Weigert und der Malerin Cornelie Weigert, geborene Obermeier, geboren.
Er lebt und arbeitet vor allem in München. Er ist in der Filmbranche vor allem für die von ihm entwickelten Beleuchtungssysteme bekannt, die seinen Vornamen tragen – Dedolight. Für dieses Beleuchtungssystem bekam er 1991 einen technischen Oscar (Technical Achievement);
Anfang der 2000er führte er ein weiteres Leuchtensystem ein, für das er 2003 einen weiteren technischen Oscar (Scientific and Engineering Award) sowie einen Emmy erhielt.